# Elimus papuanus
Elimus papuanus är en stekelart som beskrevs av Borsato och Giordani Soika 1995. Elimus papuanus ingår i släktet Elimus och familjen Eumenidae. Inga underarter finns listade i Catalogue of Life.